# 卡尔·马克思城区
卡尔·马克思城区（德語：Bezirk Karl-Marx-Stadt）是德意志民主共和国的一个区（Bezirk），行政中心为卡尔·马克思城，德国统一后重命名为开姆尼茨。

## 历史
该区与其他东德的十三个区成立于1952年7月25日，替代了德国传统上的联邦州行政区划。1990年10月3日两德统一后，该区成为了萨克森自由州的一部分。

## 下分区划
该区下分26个县（Kreise）：计5个城市县（Stadtkreise）、21个乡村县（Landkreise）。
- 城市县：约翰乔治城、卡尔·马克思城、普劳恩、施内贝格、茨维考
- 乡村县：Bautzen、Bischofswerda、Dippoldiswalde、Dresden-Land、Freital、Görlitz、Großenhain、Kamenz、Löbau、Meißen、Niesky、Pirna、Riesa、Sebnitz、Zittau